# Инчиза ин Вал д'Арно
Инчиза ин Вал д'Арно (итал. Incisa in Val d'Arno) је насеље у Италији у округу Фиренца, региону Тоскана.
Према процени из 2011. у насељу је живело 4566 становника. Насеље се налази на надморској висини од 123 м.

## Становништво
| 1936. | 1951. | 1961. | 1971. | 1981. | 1991. | 2001. | 2011. |
| ----- | ----- | ----- | ----- | ----- | ----- | ----- | ----- |
| 4.611 | 4.524 | 4.494 | 4.458 | 4.591 | 5.312 | 5.503 | 6.324 |